# Gregorio Pérez
Gregorio Elso Pérez Perdigón, né le 16 janvier 1948 à Maldonado (Uruguay), est un ancien joueur uruguayen de football, reconverti comme entraîneur.
Entraîneur du Peñarol à plusieurs reprises, il y remporte notamment quatre des cinq titres de champion d'Uruguay du dernier « Quinquenio » du club, entre 1993 et 1997.

## Carrière
Gregorio Pérez est un ancien joueur emblématique du club uruguayen Defensor Sporting Club. Il évolue également au cours de sa carrière aux Montevideo Wanderers, au CA Cerro et à l'Universidad Catolica de Quito.
En 1981, il se lance dans le métier d'entraîneur au CA Progreso, puis en 1983 retourne au Defensor Sporting Club. En 1985, il prend brièvement la charge du Nacional. 
En 1988, il mène l'équipe nationale des moins de 20 ans au championnat sud-américain de la catégorie. Deux ans plus tard, il est l'adjoint du sélectionneur uruguayen Óscar Tabárez lors de la coupe du monde de 1990.
En 1993, il signe au CA Peñarol où il remporte trois titres de champion en trois ans, avant de partir en 1996 à Independiente en Argentine, puis à Cagliari, en Italie. De retour en 1997, il remporte le cinquième et dernier titre du deuxième « Quinquenio » de l'histoire du Peñarol. Il revient chez les aurinegros en 2002 et 2006-2007, mais connaît moins de réussite.

## Palmarès

### Palmarès de joueur
Defensor Sporting Club
- Championnat d'Uruguay (1) :
  - Champion : 1976.

### Palmarès d'entraîneur
| CA Peñarol - Championnat d'Uruguay (4) : - Champion : 1993, 1994, 1995 et 1997. |  | Club Libertad - Championnat du Paraguay (1) : - Champion : 2010-C. |